# Desarme nuclear

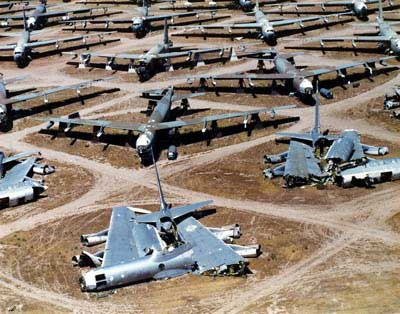
Bombarderos nucleares B-52 desmantelados a raíz de la firma del tratado START I.

El término desarme nuclear designa la voluntad política de las potencias militares para controlar, limitar y reducir sus arsenales nucleares. Aunque el desarme es algo que respecta a las potencias que han desarrollado la tecnología nuclear, desde instituciones como Naciones Unidas se busca la reducción del armamento nuclear.

## Países que poseen o han poseído armas nucleares
Solamente se han utilizado armas nucleares, contra la población civil, en dos ocasiones: en los bombardeos de Hiroshima y Nagasaki (Japón), durante la Segunda Guerra Mundial.

Armamento nuclear en el mundo en septiembre de 2005:
Las cinco grandes potencias nucleares.
Otras potencias nucleares declaradas como tal oficialmente.
Estados sospechosos de poseer armamento nuclear.
Estados que tuvieron programas de investigación de armamento nuclear.

Tras el descubrimiento de la bomba atómica por parte de Estados Unidos en 1945, en apenas unos años, varios países adquirieron la capacidad de desarrollar armamento nuclear:
- Estados Unidos: en 1945.
- Unión Soviética: en 1949.
- Reino Unido: en 1952.
- Francia: en 1960.
- China: en 1964.
- Israel: inició un programa de adquisición de armamento nuclear a comienzos de los años 1960, siendo actualmente un país con armamento nuclear.
- Suecia: desarrolló un programa nuclear en los años 1950, dotándose de armamento nuclear. Destruyó sus arsenales nucleares tras firmar el Tratado de No Proliferación Nuclear en 1968.
- India: en 1974, con un ensayo militar en 1998.
- Sudáfrica: hubo un programa militar nuclear en los años 1970, pero fue abandonado en 1990.
- Pakistán: en 1998.
- Ucrania y  Kazajistán: devolvieron sus arsenales tras la disolución de la Unión Soviética.
- Corea del Norte: realizó un ensayo nuclear en 2006 y en 2009.

Igualmente, se sospecha o se ha sospechado que países como Argelia, Brasil, Irán, Irak, Siria y Arabia Saudita podrían haber desarrollado armamento nuclear.